# Orchestre de chambre de la Sarre
L'Orchestre de chambre de la Sarre (en allemand : Kammerorchester des Saarländischen Rundfunks), aussi connu sous le nom de Saar Chamber Orchestra, est un orchestre de chambre allemand créé en 1953 et dissous en 1973.

## Présentation
L'Orchestre de chambre de la Sarre est créé en 1953. Il est fondé à Sarrelouis par le chef d'orchestre Karl Ristenpart. L'effectif de l'orchestre est à l'origine un orchestre à cordes constitué de 18 musiciens.  
La formation prend en 1960 le nom d'Orchestre de chambre de la radiodiffusion sarroise avant de fusionner en 1973 avec l'Orchestre symphonique de la radio sarroise,.  
Le premier violon de l'orchestre, Georg-Friedrich Hendel, connaît une carrière soliste.  
Comme chefs permanents se sont succédé à la tête de l'orchestre de chambre Karl Ristenpart (1953-1967) et Antonio Janigro (1968-1972),.   
L'ensemble a créé Ramifications (2e version, 1969) de György Ligeti et L'Oiseau a vu tout cela (1960) d'Henri Sauguet.   